# Georgij de Morenšil'd
Georgij Sergeevič de Morenšil'd (in russo Георгий Сергеевич де Мореншильд?, nato Jerzy Sergius von Mohrenschildt; Mazyr, 17 aprile 1911 – Manalapan, 29 marzo 1977) è stato un geologo russo naturalizzato statunitense.

## Biografia

### Gioventù
Nacque a Mazyr, nell'Impero russo (oggi in Bielorussia) il 17 aprile 1911 (il 4 aprile secondo il calendario giuliano). Aveva un fratello maggiore, Dmitrij. Il suo ricco padre, Sergej Aleksandrovič von Morenšil'd, era di origine tedesca, svedese e russa. La madre di de Morenšil'd, Alexandra, era di origine polacca, russa e ungherese. Nel 1920, alcuni anni dopo la rivoluzione russa, Sergej von Morenšil'd fu arrestato dai bolscevichi per attività anticomuniste. Fu condannato all'esilio a vita a Velikij Ustjug, una città nel nord della Russia. De Mohrenschildt testimoniò in seguito alla Commissione Warren che, in attesa del trasporto a Velikij Ustjug, suo padre si era ammalato: due medici ebrei che lo avevano curato in carcere gli consigliarono di smettere di mangiare per farlo apparire più malato. I medici dissero poi al governo sovietico che Sergej era troppo malato per sopravvivere al viaggio a Velikij Ustjug e che gli sarebbe stato permesso di restare a casa per riprendersi, a condizione che si presentasse ogni settimana fino a quando non fosse stato abbastanza in salute per essere mandato a Velikij Ustjug. Il governo sovietico ha accettato. Dopo il suo rilascio, Sergej, sua moglie e il giovane de Mohrenschildt fuggirono in Polonia in un carro di fieno (il fratello maggiore di de Morenšil'd, Dimitrij, era in attesa di essere giustiziato, ma fu in seguito rilasciato in uno scambio di prigionieri in Polonia).
Dopo la morte della madre, de Morenšil'd e suo padre si recarono a Vilnius, dove la famiglia aveva una proprietà di sei acri. De Morenšil'd si è diplomato al ginnasio di Vilnius nel 1929 e successivamente all'Accademia di cavalleria polacca nel 1931. Durante il loro viaggio, de Morenšil'd, suo padre e sua madre Alexandra hanno contratto la febbre tifoide. Alexandra morì di questa malattia poco dopo che la famiglia entrò in Polonia. Ha poi conseguito un master presso l'Istituto di Studi Commerciali Superiori. Dopo aver completato una tesi sull'influenza economica degli Stati Uniti sull'America Latina, nel 1938 ha conseguito il dottorato di ricerca in commercio internazionale presso l'Università di Liegi in Belgio.
Georgij von Morenšil'd emigrò negli Stati Uniti nel maggio 1938, dopo di che cambiò la particella nobiliare nel suo nome dal tedesco "von" al francese "de". De Morenšil'd ha raccolto informazioni su persone coinvolte in attività "filo-tedesche", come quelle che facevano offerte di petrolio negli Stati Uniti per conto della Germania prima che gli Stati Uniti fossero coinvolti nella seconda guerra mondiale. Morenšil'd ha testimoniato che lo scopo della sua raccolta di dati era quello di aiutare i francesi a battere i tedeschi. De Morenšil'd trascorse l'estate del 1938 con il fratello maggiore Dimitrij von Morenšil'd a Long Island, New York. Dimitrij era un convinto anticomunista, membro dell'OSS e uno dei fondatori delle stazioni Radio Free Europe e Amcomlib (alias Radio Liberty) della CIA.
Mentre si trovava a New York, de Morenšil'd ha conosciuto la famiglia Bouvier, tra cui la giovane Jacqueline Bouvier, futura moglie di John Kennedy. Jacqueline è cresciuta chiamando de Morenšil'd "Zio Georgij" e si sedeva sulle sue ginocchia. Divenne amico intimo della zia di Jacqueline, Edith Bouvier Beale. De Morenšil'd si è dilettato nel campo delle assicurazioni dal 1939 al 1941, ma non ha superato l'esame per diventare broker. De Morenšil'd ha realizzato un documentario sui combattenti della resistenza in Polonia. Secondo una nota dell'ex direttore della CIA Richard Helms, de Morenšil'd "è stato accusato di essere una spia nazista".
Nel 1942, de Morenšil'd sposò un'adolescente americana di nome Dorothy Pierson. Ebbero una figlia, Alexandra (conosciuta come Alexis) e divorziarono all'inizio del 1944. Nel 1945, de Morenšil'd ottenne un master in geologia del petrolio dall'Università del Texas.

### Dallas, Lee Harvey Oswald ed Haiti
Dopo la seconda guerra mondiale, de Morenšil'd si trasferì in Venezuela, dove lavorò per la Pantepec Oil, un'azienda di proprietà della famiglia di William Buckley. Nel 1947 sposò Phyllis Washington. Divorziarono nel 1949. Nello stesso anno, de Morenšil'd divenne cittadino americano. Nel 1950, con il nipote adottivo Edward Hooker, fondò una società di investimenti petroliferi con uffici a New York City, Denver e Abilene. Nel 1951, de Morenšil'd si sposò con Wynne "Didi" Sharples. L'anno successivo, la coppia si stabilì a Dallas, dove de Morenšil'd lavorò con il petroliere Clint Murchison Sr. come geologo petrolifero. De Morenšil'd e la sua terza moglie hanno avuto due figli, un figlio e una figlia, entrambi nati con la fibrosi cistica (il figlio è morto nel 1960, così come la figlia nel 1973). De Morenšil'd e Sharples divorziarono nel 1957.
De Morenšil'd si affiliò al Dallas Petroleum Club, fu membro del Consiglio per gli Affari Mondiali di Dallas, ed insegnò in una scuola secondaria di primo grado locale. Uno dei suoi amici di lunga data, l'ingegnere petrolifero offshore George Kitchel, ha detto all'FBI che de Morenšil'dcontava tra i suoi buoni amici i baroni petroliferi Clint Murchison Sr., Haroldson Lafayette Hunt Jr., John Whitfielf Mecom Sr., e Sid Williams Richardson. De Morenšil'd si è unito anche alla crociata di destra del Texas per la libertà, i cui membri erano Earle Cabell, Everette Lee DeGolyer, Harold Byrd e Edward Musgrove Dealey.
Nel 1957, de Morenšil'd si recò in Jugoslavia per condurre un'indagine geologica sul campo per l'Amministrazione della cooperazione internazionale sponsorizzata dal Dipartimento di Stato americano. Mentre si trovava in Jugoslavia, fu accusato dalle autorità del paese di aver fatto disegni di fortificazioni militari. Dopo il suo ritorno negli Stati Uniti, de Mohrenschildt è stato interrogato dalla CIA, sia a Washington che a Dallas.
Dopo il divorzio nel 1957, de Mohrenschildt sposò la sua quarta moglie, l'ex ballerina e modella Jeanne LeGon, nel giugno 1959. LeGon (nata Eugenia Fomenko) era figlia di un direttore delle Ferrovie Orientali Cinesi, poi ucciso dai comunisti. Jeanne LeGon aveva una figlia di nome Jeanne Elinor LeGon. Dalla fine del 1960 e fino al 1961, lui e sua moglie viaggiarono in America Centrale e nei Caraibi.